# Leatop Plaza
Le Leatop Plaza est un gratte-ciel de 66 étages situé à Canton en Chine. Les travaux ont débuté en 2008 et se sont terminés en 2012.